# 111e congrès des États-Unis
3 janvier 2009 – 3 janvier 2011
Sessions
Précédent Suivant
Le 111e congrès des États-Unis est la législature fédérale américaine débutant le 3 janvier 2009 à midi et se concluant le 3 janvier 2011.
435 des 435 représentants ont été élus le 4 novembre 2008. Au Sénat, 33 membres sur 100 ont été élus en même temps, les autres ayant été élus en 2004 et en 2006.
Les démocrates sont majoritaires dans les deux chambres depuis le 110e Congrès (2007 – 2009).
Nancy Pelosi exerce les fonctions de Speaker de la Chambre des représentants. Steny Hoyer, représentant démocrate du Maryland, est le chef de la majorité à la chambre des représentants, et John Boehner, représentant de l'Ohio est le chef de la minorité à la chambre des représentants.

## Sessions
Deux sessions ont eu lieu :
- la première session a commencé le 4 janvier 2009
- la deuxième session a commencé le 3 janvier 2010

## Composition

### Sénat
| La composition Sénat du 111e Congrès des États-Unis                                        |
|                                                                                            |
| - Parti républicain: 41 membres. - Parti démocrate: 57 membres. - Indépendants: 2 membres. |

| Parti | Parti                                            | Membres |
| ----- | ------------------------------------------------ | ------- |
|       | Parti démocrate                                  | 57      |
|       | Parti républicain                                | 41      |
|       | Indépendants (tous inscrits au groupe démocrate) | 2       |
| Total | Total                                            | 100     |

### Chambre des représentants
| La composition Chambre des représentants du 111e Congrès des États-Unis |
| - Parti démocrate: 257 membres. - Parti républicain: 178 membres.       |

| Parti | Parti             | Membres | Pourcentage |
| ----- | ----------------- | ------- | ----------- |
|       | Parti démocrate   | 257     | 59.08 %     |
|       | Parti républicain | 178     | 40.92 %     |
| Total | Total             | 435     |             |

## Ressources